# Luftpolsterfolie

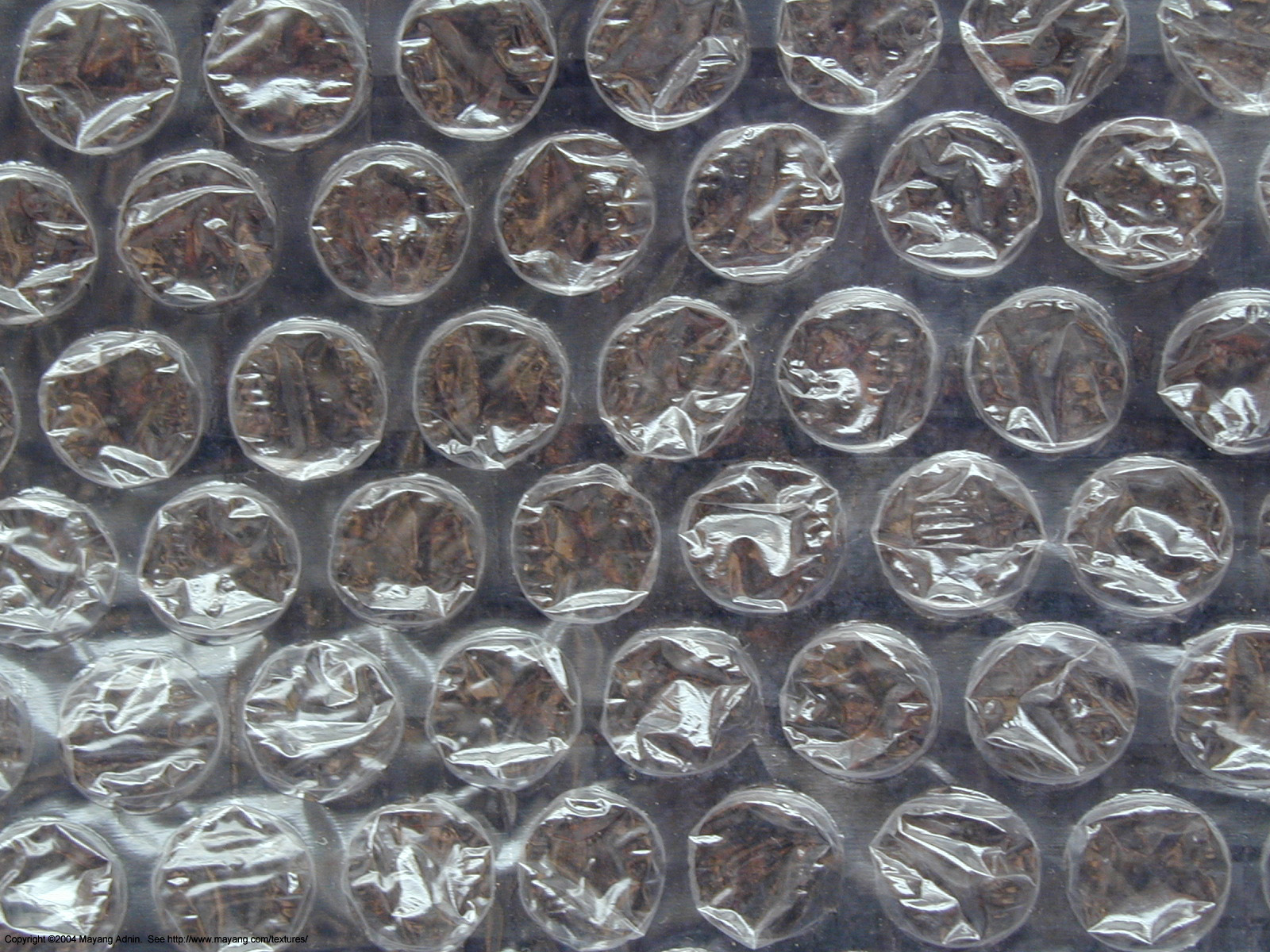
Eine Lage Luftpolsterfolie

Luftpolsterfolie (umgangssprachlich auch Knallfolie, Knackfolie, Blisterfolie, Noppenfolie oder Poppfolie, engl. bubble wrap) ist eine elastische, meist durchsichtige und mindestens zweilagige Kunststofffolie, die mit Luftkammern gefüllt ist. Als einfacher, grober und billiger Schaumstoff wird sie zum Verpacken und Polstern leicht zerbrechlicher Gegenstände und zur Wärmedämmung benutzt.

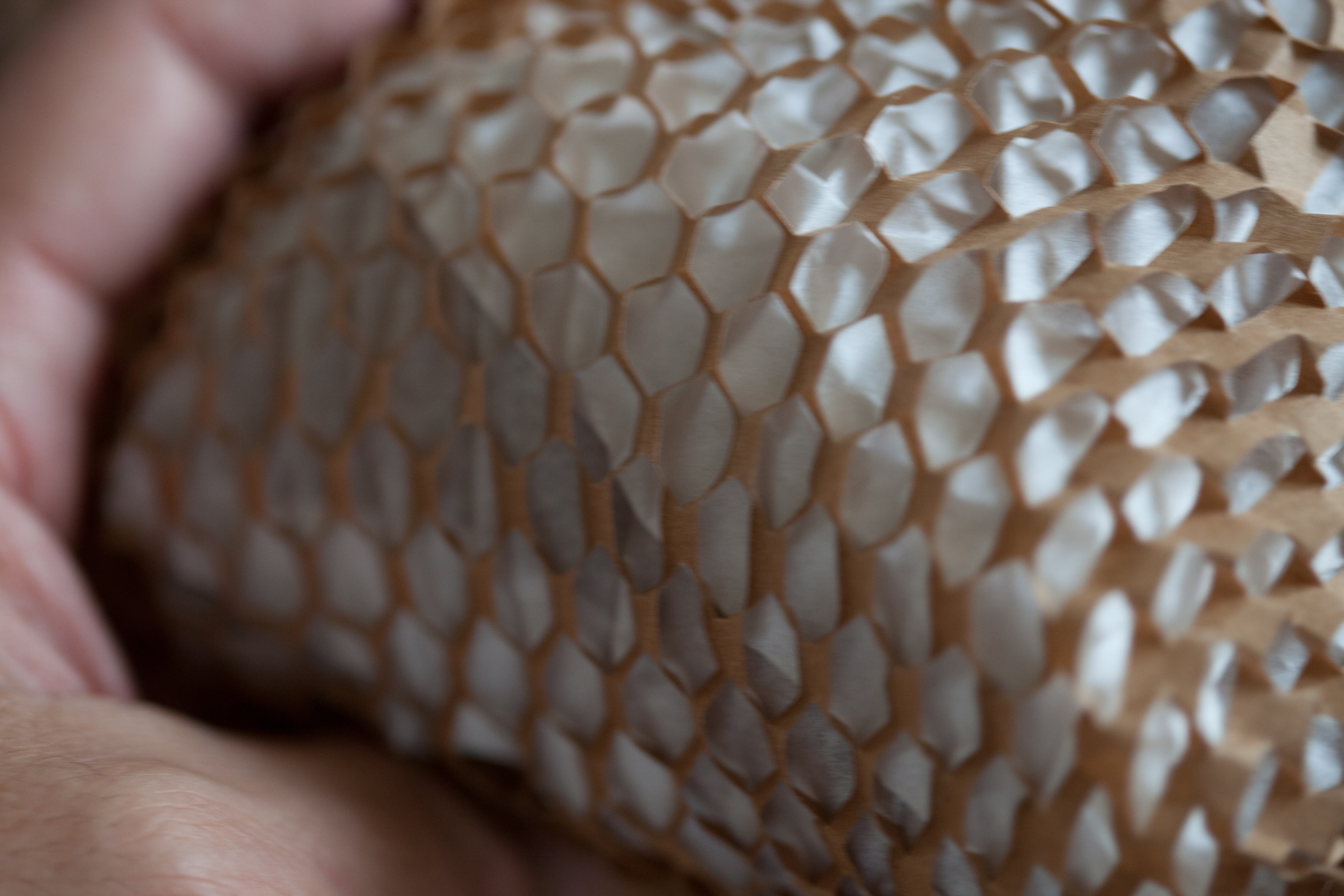
Umweltfreundliches Ersatzprodukt: Mehrlagiges Packpapier aus Papier

Umweltfreundliche Alternativen gibt es unter anderem auf Basis von Papier oder Biokunststoff.

## Geschichte
Die Luftpolsterfolie wurde 1957 eher zufällig von den beiden US-amerikanischen Ingenieuren Alfred Fielding und Marc Chavannes in einer Garage in Hawthorne (New Jersey) erfunden. Eigentlich waren sie auf der Suche nach einer neuen Kunststoff-Tapetenart. Die Tapete sollte leicht abwaschbar sein und das Anbringen an die Wand zudem einfacher sein als bei dem üblichen Papiermaterial. Dabei stellten sie fest, dass ihre Tapete auch ein sehr leichtes und zugleich robustes Verpackungsmaterial abgeben würde, und fügten dem Kunststoff kleine Luftblasen hinzu.
Am 27. November 1959 meldeten die Erfinder ihre Verpackungsfolie unter dem Namen „Bubble Wrap“ zum Patent an und gründeten ein Jahr später die Sealed Air Company mit Sitz in Elmwood Park im US-Bundesstaat New Jersey. Das Unternehmen hat sich auf die Herstellung verschiedener Kunststoffverpackungen spezialisiert, darunter Versandverpackungen, Schutzverpackungen Lebensmittelverpackungen und Verpackungen für Medizinprodukte.

## Aufbau

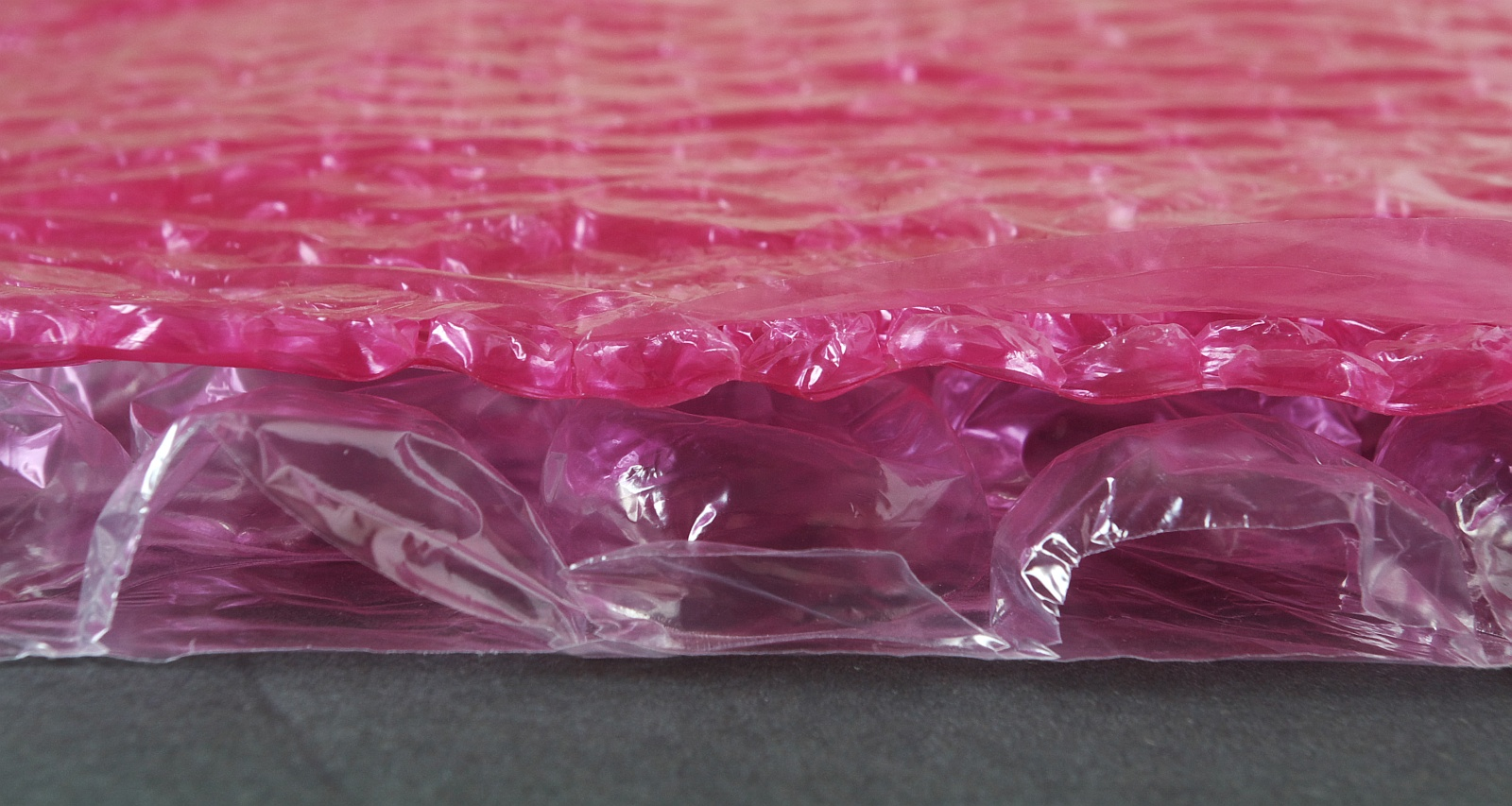
Oben dreilagig, unten aus zwei Folienlagen

Luftpolsterfolien bestehen aus zweischichtig verschweißtem Polyethylen (PE), einer glatten Deckfolie und einer zweiten Lage, in die in regelmäßigen Abständen mittels eines Noppenzylinders und einer Vakuumwalze runde Luftpolster eingearbeitet sind, die zur Abdämpfung von Stößen dienen. Dreilagige Ausführungen haben eine zweite glatte Deckfolie und sind dadurch belastbarer. Kleinnoppige Folien haben etwa 10 mm Noppendurchmesser, großnoppige 25 mm. 
Häufig sind auch Versandtaschen damit ausgekleidet, um den Inhalt vor Beschädigungen zu schützen. Die Kombination verschiedener Materialien ist für den Versand meist nicht zwingend erforderlich und erschwert das Recycling, da die Verpackung entweder im Restmüll entsorgt werden, oder vor der Entsorgung in ihre Bestandteile getrennt werden muss.

## Eigenschaften und Verwendung
Zweilagige Folien können leicht aufgerollt oder gefaltet werden und sind im Großhandelauf Rollen von 100 Metern Länge in unterschiedlichen Breiten erhältlich. Besonders starke Ausführungen sind so druckfest, dass sie auch mit Bergschuhen beschädigungsfrei betreten werden können und können z. B. als Zeltboden eingesetzt werden. Dreilagiges Material kann nur unter Knickbildung gerollt werden, hat jedoch den Vorteil, dass sich nichts in den Hohlräumen zwischen den Noppen verfangen kann.
Wird Luftpolsterfolie zum wasserfesten Einpacken, etwa von Maschinen oder Autokarosserieteilen genutzt, werden durch die Luftpolster Kanten effektiver geschützt als von einfacher Folie.
Für das Ausfüllen von Transportverpackungen werden statt großnoppiger Luftpolsterfolien auch Luftkissen eingesetzt. Diese bestehen aus einem regelmäßig unterteilten, luftgefüllten Folienschlauch. Zwischen den paarigen Schweißnähten sind sie zum einfacheren Abtrennen perforiert.

## Recycling und Umweltaspekte
Für den Versand von feuchtigkeitsanfälligen Waren (wie Kleidung), die keinen Stoßschutz benötigen, sind häufig auch einfache Kunststoffversandtaschen ohne Luftpolsterfolie oder zusätzlichen Karton ausreichend. Wo zusätzliches Verpackungsmaterial notwendig ist, sollten bevorzugt Mehrwegverpackungen eingesetzt werden, darüber hinaus hilft jede weitere Verwendung Ressourcen einzusparen. In den USA kündigte Amazon an, bis zum Jahresende 2024 aus Umweltschutzgründen keine Polster aus Kunststoff mehr einzusetzen.

## Trivia

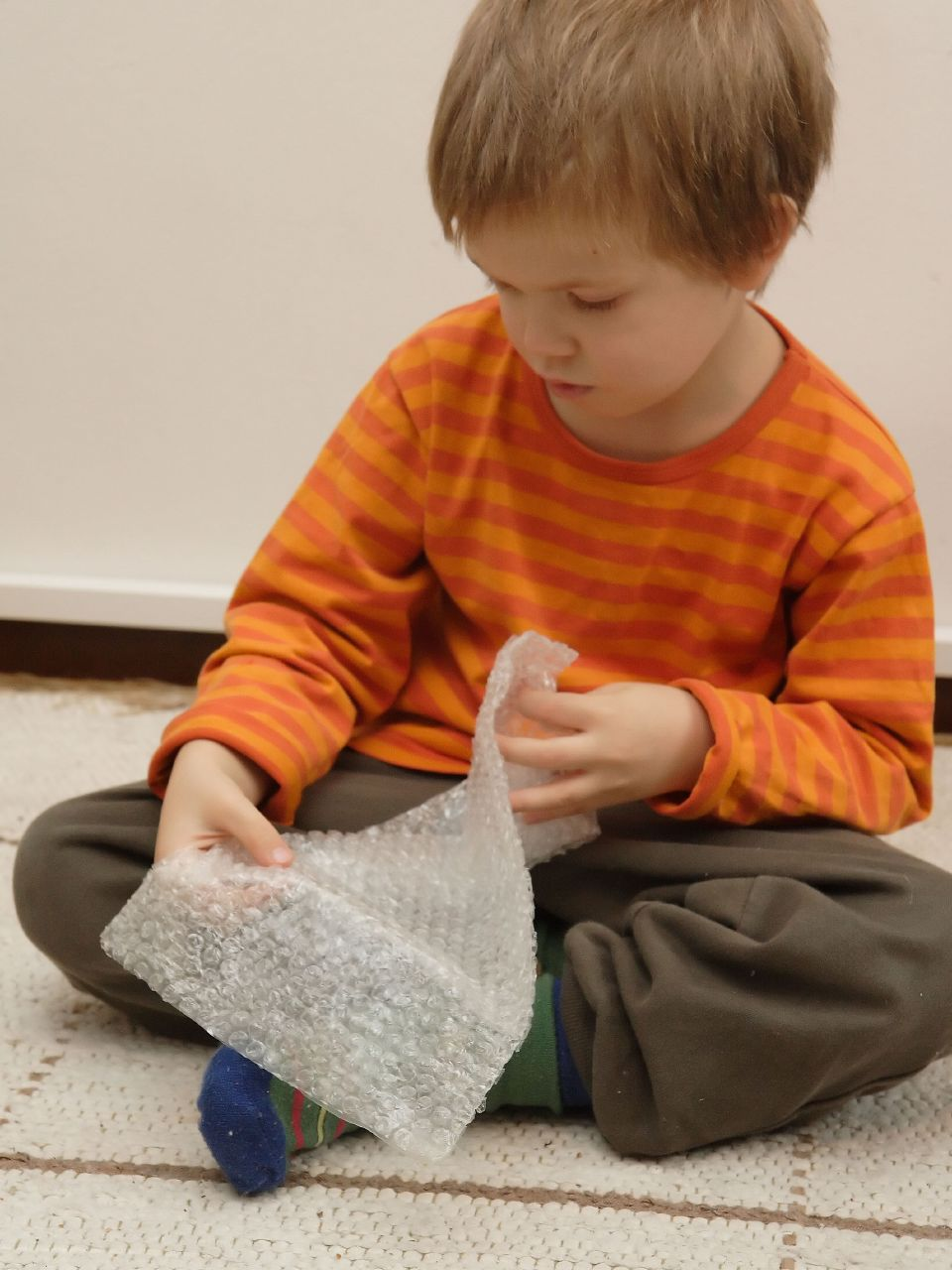
Ein Junge knackt die Bläschen einer Luftpolsterfolie

Im Internet sind der Luftpolsterfolie viele Fanseiten gewidmet. Diese beschäftigen sich mit einer besonderen Eigenheit: dem Aufdrücken der Luftblasen, das einen kleinen Knall verursacht. Daher rührt der umgangssprachliche Begriff Knallfolie. Auch gibt es elektronisches Spielzeug (Bubblewrap Keychain) in Form von Schlüsselanhängern, das den Effekt imitiert. 
Die Luftpolsterfolie war 2004 Teil der Alltagsdesign-Ausstellung „Humble Masterpiece“ im New Yorker Museum of Modern Art.